# Devario devario
Espèce
Synonymes
- Cyprinus devario Hamilton, 1822[2]
- Danio devario (Hamilton, 1822)[2]
- Deuario deuario (Hamilton, 1822)[2]
- Devario buchanani Bleeker, 1860[2]
- Devario cyanotaenia Bleeker, 1860[2]
- Devario macclellandi Bleeker, 1860[2]
- Leuciscus devario (Hamilton, 1822)[2]
- Perilampus devario (Hamilton, 1822)[2]

Devario devario, le Danio du Bengale ou Danio Sind[réf. nécessaire], est une espèce subtropicale de poissons d'eau douce de la famille des Cyprinidae.

## Systématique
L'espèce Devario devario a été décrite pour la première fois en 1822 par le botaniste et zoologiste écossais Francis Buchanan-Hamilton (1762-1829) sous le protonyme Cyprinus devario,.

## Répartition, habitat
Devario devario est originaire du Pakistan, de l'Inde, du Népal, du Bangladesh et de l'Afghanistan. Ce poisson se rencontre dans les rivières, les étangs, les mares et les prés inondés.

## Description
Sa taille peut atteindre une longueur maximale d'environ 10 cm. C'est une espèce ovipare.
Il préfère l'eau présentant un pH compris entre 6,0 et 8,0, une dureté de 5,0 à 19,0 dGH et une température de 15 à 26 °C. Son alimentation se compose de vers annélides, de petits crustacés et d'insectes.

## Aquariophilie
Ce poisson est parfois gardé dans des aquariums communautaires par des amateurs d'aquariophilie.

## Publication originale
- Francis Hamilton (formerly Buchanan) (ill. Haludar), An Account of the Fishes Found in the River Ganges and Its Branches, Édimbourg, Inconnu et inconnu, 1822, 428 p. (ISBN 1-17-504730-9, OCLC 2844620, LCCN 05025790, DOI 10.5962/BHL.TITLE.59540, lire en ligne).

## Voir également
- Liste de poissons d'aquarium d'eau douce